# Ріом (округ)
Округ Ріом (фр. Arrondissement de Riom) — округ у Франції, в департаменті Пюї-де-Дом. 2023 року округ об'єднував 155 муніципалітетів, населення становило 136 688 осіб.
Адміністративний центр (супрефектура) — Ріом.

## Муніципалітети
Список муніципалітетів округу та їхні коди INSEE:
1. Анваль (63150)
2. Антрег (63149)
3. Арс-ле-Фавет (63011)
4. Артонн (63012)
5. Ба-е-Леза (63030)
6. Бйолле (63041)
7. Бло-л'Егліз (63043)
8. Бомон-ле-Рандан (63033)
9. Борегар-Вандон (63035)
10. Бриффон (63053)
11. Бромон-Ламот (63055)
12. Бур-Ластік (63048)
13. Бюксьєр-су-Монтегю (63062)
14. Бюсьєр-е-Прен (63061)
15. Бюсьєр (63060)
16. Ванса (63446)
17. Варенн-сюр-Морж (63443)
18. Вергеа (63447)
19. Вернегеоль (63450)
20. Віллозанж (63460)
21. Вільнев-ле-Сер (63459)
22. Вірле (63462)
23. Вітрак (63464)
24. Вольвік (63470)
25. Вуен (63467)
26. Гутьєр (63171)
27. Давея (63135)
28. Дюрмінья (63140)
29. Егперс (63001)
30. Еннза (63148)
31. Ерман (63175)
32. Еспінасс (63152)
33. Ефф'я (63143)
34. Ея-сюр-Сіуль (63025)
35. Жимо (63167)
36. Жозеран (63181)
37. Ж'я (63165)
38. Іссак-ла-Туретт (63473)
39. Іу (63471)
40. Кей (63294)
41. Клерланд (63112)
42. Комбрай (63115)
43. Комбронд (63116)
44. Конда-ан-Комбрай (63118)
45. Ла-Гутель (63170)
46. Ла-Крузій (63130)
47. Ла-Селлетт (63067)
48. Ла-Сель (63064)
49. Ландонь (63186)
50. Лапейруз (63187)
51. Ластік (63191)
52. Ле-Картьє (63293)
53. Ле-Мартр-д'Артьєр (63213)
54. Ле-Ше (63108)
55. Лез-Ансіз-Ком (63004)
56. Лімон (63196)
57. Ліссей (63197)
58. Лубейра (63198)
59. Люзія (63201)
60. Люсса (63200)
61. Малентра (63204)
62. Малоза (63203)
63. Манза (63206)
64. Маренг (63210)
65. Марса (63212)
66. Марсія (63208)
67. Мартр-сюр-Морж (63215)
68. Мена (63223)
69. Менетроль (63224)
70. Мессе (63225)
71. Мірмон (63228)
72. Моза (63245)
73. Мон (63232)
74. Монпансьє (63240)
75. Монсель (63235)
76. Монтегю (63233)
77. Монтель-де-Жела (63237)
78. Монфермі (63238)
79. Мурей (63243)
80. Неф-Егліз (63251)
81. Об'я (63013)
82. Песса-Вільнев (63278)
83. Пйонса (63281)
84. Понжибо (63285)
85. Понтомюр (63283)
86. Промса (63288)
87. Прондін (63289)
88. Пузоль (63286)
89. Пюї-Сен-Гюльм'є (63292)
90. Пюльвер'єр (63290)
91. Рандан (63295)
92. Ріом (63300)
93. Рош-д'Агу (63304)
94. Савенн (63416)
95. Сардон (63406)
96. Сен-Бозір (63322)
97. Сен-Бонне-пре-Рйом (63327)
98. Сен-Галь-сюр-Сіуль (63344)
99. Сен-Дені-Комбарназа (63333)
100. Сен-Жак-д'Амбюр (63363)
101. Сен-Жене-дю-Рец (63347)
102. Сен-Жерве-д'Овернь (63354)
103. Сен-Жермен-пре-Ерман (63351)
104. Сен-Жорж-де-Мон (63349)
105. Сен-Жульєн-ла-Женест (63369)
106. Сен-Ілер (63360)
107. Сен-Ілер-ла-Круа (63358)
108. Сен-Ілер-ле-Монж (63359)
109. Сен-Кентен-сюр-Сіуль (63390)
110. Сен-Клеман-де-Ренья (63332)
111. Сен-Лор (63372)
112. Сен-Меньє (63373)
113. Сен-Міон (63379)
114. Сен-Морис-пре-Пйонса (63377)
115. Сен-Парду (63382)
116. Сен-П'єрр-ле-Шастель (63385)
117. Сен-Прієст-Брамефан (63387)
118. Сен-Прієст-де-Шам (63388)
119. Сен-Ремі-де-Бло (63391)
120. Сен-Сільвестр-Прагулен (63400)
121. Сен-Сюльпіс (63399)
122. Сент-Аві (63320)
123. Сент-Агулен (63311)
124. Сент-Андре-ле-Кок (63317)
125. Сент-Анжель (63318)
126. Сент-Елуа-ле-Мін (63338)
127. Сент-Етьєнн-де-Шам (63339)
128. Сент-Інья (63362)
129. Сент-Кристін (63329)
130. Сент-Урс (63381)
131. Серван (63419)
132. Сея (63417)
133. Сістерн-ла-Форе (63110)
134. Сованья (63410)
135. Соре-Бессерв (63408)
136. Сюра (63424)
137. Теє (63428)
138. Теєд (63427)
139. Тортбесс (63433)
140. Тралег (63436)
141. Тюре (63432)
142. Ферноель (63159)
143. Шавару (63107)
144. Шад-Бофор (63085)
145. Шам (63082)
146. Шамбарон-сюр-Морж (63244)
147. Шана-ла-Мутейр (63083)
148. Шапп (63089)
149. Шаранса (63094)
150. Шарбоньєр-ле-Варенн (63092)
151. Шарбоньєр-ле-В'єй (63093)
152. Шатель-Гюїон (63103)
153. Шато-сюр-Шер (63101)
154. Шатонеф-ле-Бен (63100)
155. Шатюза (63090)